# Nanhermanniidae
Nanhermanniidae é uma família de ácaros pertencentes à ordem Sarcoptiformes.
Géneros:
- Bicyrthermannia Hammer, 1979
- Cosmohermannia Aoki & Yoshida, 1970
- Cyrthermannia Balogh, 1958
- Dendrohermannia Balogh, 1985
- Masthermannia Berlese, 1913
- Nanhermannia Berlese, 1913
- Notohermannia Balogh, 1985